# Список керівників держав XXVII століття до н. е.
Список керівників держав XXVIII століття до н. е.  — Список керівників держав XXVI століття до н. е.

## Азія

### Шумер

#### Перша династія Кіша
- Ен-Мебарагесі, цар (XXVII ст. до н. е.)
- Агга, цар (XXVII ст. до н. е.)

#### Перша династія Урука
- Енмеркар, цар (поч. XXVII ст до н. е.)
- Лугальбанда, цар (XXVII ст. до н. е.)
- Думузі-рибалка, цар (XXVII ст. до н. е.)
- Гільгамеш, цар (XXVII ст. до н. е.)

## Африка

### Раннє царство (Стародавній Єгипет)

#### Друга династія
- Хасехемуї, фараон (бл. 2690 до н. е.)
- Са, фараон (перша пол. XXVII ст. до н. е.)

### Стародавнє царство (Стародавній Єгипет)

#### Третя династія
- Небка, фараон (бл. 2686—2668 до н. е.)
- Джосер, фараон (бл. 2668—2649 до н. е.)
- Сехемхет, фараон (бл. 2649—2643 до н. е.)
- Хаба, фараон (бл. 2643—2637 до н. е.)
- Гуні, фараон (бл. 2637—2613 до н. е.)

#### Четверта династія
- Снофру, фараон (бл. 2613—2589 до н. е.)